# Anolis intermedius
Anolis intermedius es una especie de iguanios de la familia Dactyloidae.

## Distribución geográfica
Es endémica de Nicaragua y Costa Rica; quizá también en Panamá.